# Mediante
La mediante, anche detta modale o caratteristica, è il terzo grado di una scala diatonica. In un accordo perfetto, ne determina il modo, ovvero il carattere della scala (maggiore o minore): fra le tre principali note che compongono un accordo musicale, tonica, modale e dominante, essa è l'unica che cambia di altezza passando dal modo maggiore a quello minore, infatti si abbassa di un semitono.